# Z 6V
Z 6V byl závodní automobil vyroben roku 1928 firmou Československá zbrojovka, akciová společnost, Brno. Byl to první československý automobil vybavený kompresorem. Nový Z 6V pro svůj ohromující řev a oblaka dýmu z přeplňovaného dvoutaktního motoru dostal přezdívku Pekelník.

## Historie
Po vítězství vozu brněnské Zbrojovky Z 18 Sport v II. ročníku závodu na Pradědském okruhu u Karlovy Studánky 19. června 1927 (třída do 1100 cm³) začal absolvent brněnské techniky ing. František Mackrle (konstruktér ve Zbrojovce od roku 1924, od roku 1928 jako vedoucí konstrukce) pracovat na opravdovém závodním motoru do závodního auta, který by přinesl firmě další úspěchy. Mackrle se obrátil na prof. Ing. Josefa Kožouška z brněnské techniky, který pomohl nový motor sestrojit, a tak vznikl dvoudobý řadový přeplňovaný šestiválec s protiběžnými písty, podobné motory vyráběla např. německá firma Junkers (ty ovšem jako pohon zpravidla používaly naftu). Auto s tímto motorem mělo slibné výsledky. Vůz Z6V dosahoval rychlosti kolem 175 km/h a měl velmi dobrou akceleraci, ale měl i mnoho problémů jako např. sklon k propalování dna pístů ovládající výfukový kanál. Proto se vůz vůbec nehodil pro dlouhé a náročné závody. Tyto problémy měl pomoci vyřešit automobilový závodník Bedřich Soffer, který testoval vůz před závodem do vrchu Ecce Homo, který se konal 16. září 1928. Při zkušební jízdě 5. září však Soffer havaroval a nehodu nepřežil. Ing. Mackrle bral tuto tragédii velmi osobně. Byl již velmi roztrpčen tragickou havárií svého přítele Čeňka Junka téhož roku v létě na německém Nürburgringu. Smrt Bedřicha Soffera vedla Ing. Mackrleho k rezignaci na místo šéfkonstruktéra ve Zbrojovce. Odešel do Škodových závodů v Plzni, kde pracoval až do okupace.
V některých pramenech bývá tento závodní vůz Z 6V označován jako Z 2 s motorem M 2.

## Technický popis
Z 6V byl dvoumístný sportovně-závodní vůz. Motor M 2 vyvinutý v roce 1927 byl umístěn vpředu a vůz měl pohon zadních kol. Měl dvoudobý stojatý řadový šestiválec s protiběžnými písty o zdvihovém objemu válců 1085 cm³ (vrtání 48 mm, zdvih 50 mm tzn. celkový zdvih obou válců 100 mm). V konstrukci motoru šli konstruktéři Čs. Zbrojovky odvážnou, ba přímo průkopnickou cestou, motor neměl hlavu válců. Blok motoru byl vybaven dvěma klikovými hřídeli spojenými ozubeným soukolím umožňující pomocí malého přesazení řízení sání a výfuku hranami pístů. Písty v horní úvrati proti sobě vymezovaly spalovací prostor. Palivovou směs, zažíhanou tuctem motorových svíček Champion napojených na dva letecké magnety Scintilla, umístěnými napříč u setrvačníku, připravovaly dva třídifuzorové karburátory Zenith TD 30. Náporové chlazení motoru kapalinou s nuceným oběhem. Přeplňování dvěma lopatkovými kompresory nasazenými na obou koncích horního klikového hřídele (původně lopatkové kompresory Zoller, po pozdější přestavbě byly použity dva kompresory Roots). Rozměrný kompresor Zoller charakteristicky vpředu procházel a vyčníval před chladič.
S výkonem 55 kW (75 koní) při 5500 ot/min a třístupňovou převodovku se zpátečkou (3+Z) dosahoval vůz maximální rychlost 175-180 km/h. Vůz byl výkonný, ale měl nespolehlivý motor se sklonem k propalování pístů. Svíčky a písty motoru se jen velmi obtížně a neochotně chladily a většinou po nějaké době došlo k propálení pístů. Vůz tedy závodil především na krátkých tratích.
Karoserie byla zhotovena z hliníkového plechu na dřevěnou kostru. Podvozek měl vzor obdélníkového, žebřinového rámu, který byl snýtovaný z lisovaných ocelových U-profilů. Vůz s tuhými nápravami byl odpérován podélnými listovými péry a třecími tlumiči Hartford. Kola byla drátěná Rudge & Whitworth a brzdy mechanické, bubnové s vyrovnávačem. Kola byla osazena pneumatikami o rozměru 4,95x28.

### Rozměry a výkony
- Délka: 3670 mm
- Šířka: 1580 mm
- Výška 1050 mm
- Rozvor kol: 2465 mm
- Rozchod kol: 1330 mm
- Výkon: 55 kW/75 k při 5500-6500 ot/min
- Pohotovostní hmotnost: 790 kg
- Celková hmotnost: 950 kg
- Maximální rychlost: 175 km/h

## Sportovní úspěchy
Podle ne zcela potvrzených zpráv měl být motor tohoto vozu Z 6V poprvé nasazen již na 2. ročníku Pradědského okruhu (19. června 1927). Tovární tým Zbrojovky Brno startoval se třemi vozy. Vavřín v kategorii do 1,1 l, která se jela na 10 kol (224 km), pro brněnskou Zbrojovku získal Rychard Müttermüller v čase 3:06:15,7 h. Úspěch Zetky byl dokonán i třetím místem mjr. ve výslužbě, Karla Stohanzla (závodící od toho data pod pseudonymem "Flieger", které si zvolil jako bývalý vojenský pilot v rakousko-uherské armádě) a šestým místem Bedřicha Soffera, který zajel v předposledním, 9. kole nejrychlejší kolo třídy za 18:10,9 min. Všichni zbrojováci jeli na typu Z 18 Sport, avšak Sofferův vůz měl být osazen novým motorem Z 2. Jednalo se o dvoudobý přeplňovaný šestiválec s protiběžnými písty o zdvihovém objemu 1085 cm³ označený jako M2 a tento motor byl později vestavěn do sportovně-závodního speciálu Z 6V. Soffer dojel na 6. místě, přestože ve 3. kole vrazil do Kášova vozu Imperia, který po smyku zůstal stát napříč silnice. Soffer se zachránil prudkým zabrzděním, vůz šel do smyku, přičemž mu praskla pneumatika na předním kole. Oprava stála Soffera 3 kola, o které mu ostatní ujeli. Závod dokončil o více než 65 minut za vítězem.

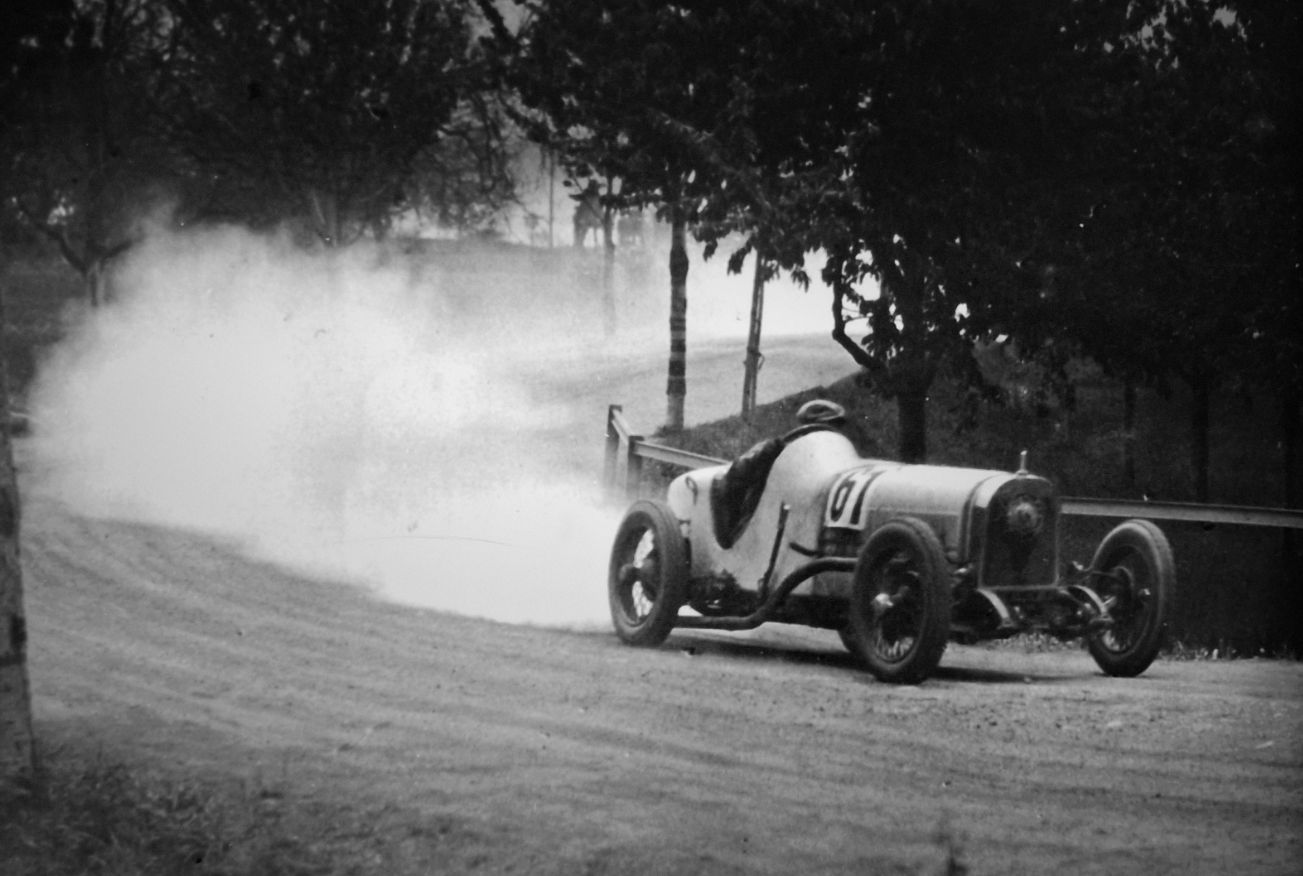
Z 6V (šestiválec s kompresorem), Soffer, Brno-Soběšice (1928)

Skutečně potvrzeným prvním startem byla účast na 5. ročníku klubového závodu ČAMS (Československý automobilový klub pro Moravu a Slezsko) do vrchu Brno-Soběšice (13. května 1928). Závod měl jistou "senzaci", když ve 3 kategoriích zvítězily vozy brněnské Zbrojovky. Ta vyslala do závodu jeden vůz Z 6V se šestiválcovým, dvoudobým motorem (M2) o zdvihovém objemu 1085 cm³ se dvěma kompresory (Bedřich Soffer) a také 2 dvoutaktní dvouválce s kompresorem Z 4V (Rychard Müttermüller a Karl "Flieger" Stohanzl). Ačkoliv tyto vozy ještě ne zcela vyšly ze stadia pokusů a byly vyslány do závodu možno říci také experimentálně, přece hned na poprvé dokázaly v rukou výborných řidičů zvítězit. V kategorii závodních vozů do 1,1 l Soffer bezkonkurenčně ve své kategorii zvítězil a dokonce ustanovil pro tuto třídu nový rekord trati v čase 2:53,6 min. Třetí místo v této třídě obsadil na Zetce Leo Karger. "Flieger" s Müttermüllerem obsadili na Z 4V (motor M6 – dvoupístový dvoudobý dvouválec, podélně zdvojený, zdvihový objem 0,995 l, max. výkon 34 kW/46 k) prvá dvě místa v třídě sportovních vozů do 1,1 l. "Flieger" překonal svým výkonem rekord této třídy. Úspěch Zbrojovky byl dokonán prvními 3 místy v cestovních vozech Z 18 do 1000 ccm, kde jezdci za Zetkách obsadili stupně vítězů v pořadí Karel Divíšek, Jar. Najman a ing. Václavíková-Zichová.

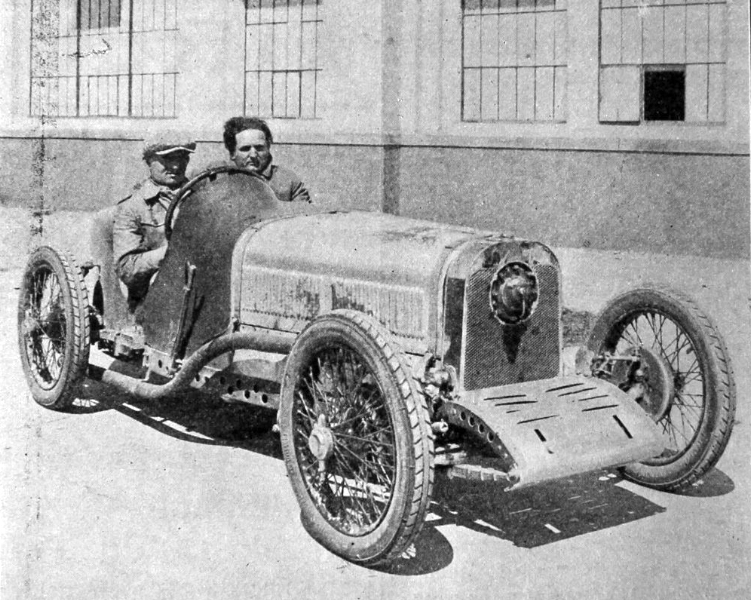
Bedřich Soffer na šestiválci Z 6V (1928)

Do III. ročníku Pradědského okruhu (3. června 1928) Zbrojovka vyslala 7 jezdců, z nichž většina jela na nových šestiválcích s kompresory Z 6V a nebo na dvouválcích s kompresorem Z 4V. Karl "Flieger" Stohanzl na Zetce již již vypadal jako jistý vítěz. Vedl ještě po 10. kole, když již do cíle mu scházela jen dvě kola. Zde ho zastihla porucha, která ho vyloučila z boje a uvolnila cestu vítězství Liebigovi na Amilcaru (12 kol/268,8 km). Tato kategorie měla vážnou nehodu. Soffer se smykl v zatáčce tak, že rozbil vůz a zadkem svého vozu rozbil i dva motocykly diváků. Jeho mechanik utrpěl zlomeninu nohy. Ale kupodivu — opilec, který spal téměř na samém místě neštěstí, vyvázl bez škrábnutí, ba probudil se prý teprve tehdy, když celá nehoda se již byla odehrála, napsaly Národní listy. Fr. Liebig na voze Amilcar zvítězil za 3:38:35,8 min před Arnoštem Procházkou (též zmiňován jako Ernst Prochaska), Josefem Mamulou, Vodičkou a Karlem Divíškem na Zetkách (2.-5. místo). Čestná cena ministerstva národní obrany za nejrychlejší kolo (ve 3. kole) automobilu československé výroby byla udělena Leo Kargerovi na voze Z 6V, které ujel za 16:03,7 min (82,2 km/h). Ze sedmi zbrojováckých vozů na startu jich bylo klasifikováno 5.
Závod (VIII. otevřený závod do vrchu Schöber) se konal dne 17. června 1928. Přihlášeno bylo 46 vozidel, z nichž 40 startovalo a 38 dosáhlo cíle. Z československých továren se oficiálně účastnila závodu pouze Zbrojovka Brno. Ve sportovních vozech do 1,1 l a v kategorii sportovních automobilů všech tříd zvítězil Karl Stohanzl na Z 4V v čase 3:13,6 min a v závodních vozech do 1,1 l vyhrál Josef Mamula v čase 3:15,6 min na Z 6V a získal stříbrný pohár Schöbru. K 5. ročníku národního závodu do vrchu Knovíz-Olšany (24. června 1928) se na start dostavilo 39 strojů, z toho 21 motocyklů, 6 sidecarů a 12 automobilů. V závodních automobilech do 1,1 l zvítězil na Z 6V Bedřich Soffer v čase 2:37,4 min a ve sportovních automobilech do 1,1 l na Z 4V Josef Mamula, který překonal Sofferův rekord na Sénéchalu z roku 1927. Celkově v závodě zvítězili manželé Junkovi. Oba startovali na závodních vozech Bugatti do 2 l: Čeněk v čase 2:08 min. a Eliška 2:13,5 min. To byl poslední vítězný závod Čeňka Junka před jeho tragickou havárií na Nürburgringu.

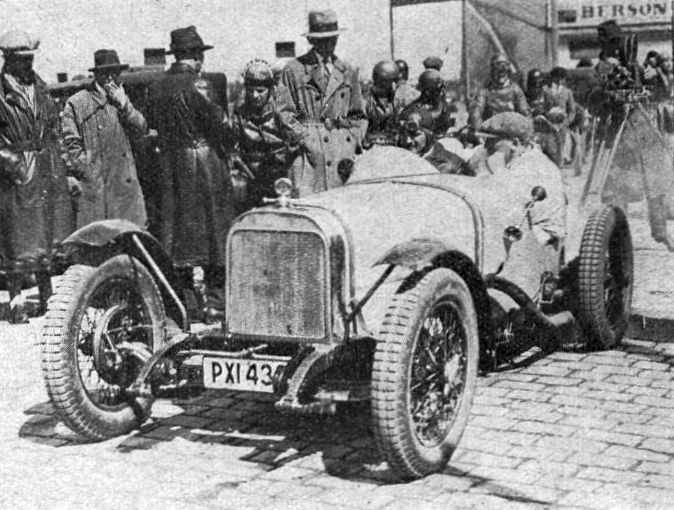
Anton Kahle s upraveným Z 6V (Zbraslav-Jíloviště 1929)

Brněnská Zbrojovka pověřila ing. Vladimíra Součka, který nastoupil do Zbrojovky k 1. 1. 1929 (po odchodu ing. Mackrleho), přepracovat Z 6V. Podvozek byl snížen, motor posunut o něco vzad (kompresor již "nevykukoval" před chladič), bylo přepracováno zavěšení náprav a brzdový systém. Byl osazen dvojitým zapalováním magnety Bosch, novými kompresory Roots a namáhané písty byly odlity s měděnou chladicí vložkou. Prvním startem upraveného stroje byl závod do vrchu Zbraslav - Jíloviště. Po roční přestávce kvůli opravě trati přilákal 12. ročník mezinárodního závodu 28. dubna 1929 na 100 000 diváků. I tento ročník přinesl nové rekordy v řadě kategorií. Ve sportovních automobilech od 750 do 1100 ccm (kat. G) zvítězil na Z 4V v čase 3:52,4 min Karl "Flieger" Stohanzl a současně vytvořil rekord kategorie G, za což obdržel od pořadatele akce (AKRČs.) křišťálový pohár. Anton Kahle s vozem Z 6V ve své třídě závodních vozů do 1100 ccm rovněž v rekordu kategorie zvítězil (3:38,2 min).
Vrcholem sezony 1929 byl pro Zbrojovku závod sportovních automobilů při Velké ceně národů sportovních vozů, která se uskutečnila na německém Nürburgringu 14. července 1929. V třídě od 750 do 1500 cm³ startovali Arnošt Procházka-Karel Divíšek na Z 4V (st. č. 50) a na 2 vozech Z 6V Karl "Flieger" Stohanzl-Anton Kahle (st. č. 54) a Josef Mamula (st. č. 56). Závod se jel na 18 kol tj. 508,77 km. Tovární jezdec Karl Stohanzl sice téměř celý závod svoji kategorii vedl, ale v předposledním kole opět propálil písty. Josef Mamula s druhým vozem hrdinně dojel s posunutým ložiskem kardanu (uvolněné ložisko spojovacího hřídele), které mu bránilo v řazení převodových stupňů, a celý smáčený horkým olejem na druhém místě v kategorii, bohužel však po časovém limitu, takže nemohl být klasifikován. Karel „Tunal“ Divíšek se Z 4V sice dojel třetí, ale v důsledku defektu rovněž po časovém limitu, takže také nic. Podle jiných pramenů Stohanzl dojel do cíle s propáleným pístem, ale po časovém limitu a Mamula odpadl po 4. kole pro defekt převodovky. Ať to bylo tak či tak nezdar byl pociťován správní radou Zbrojovky tak silně, že okamžitě oba dva vozy Z 6V prodala soukromníkům a hodlala nadobro zanechat závodní činnosti.

## Epilog

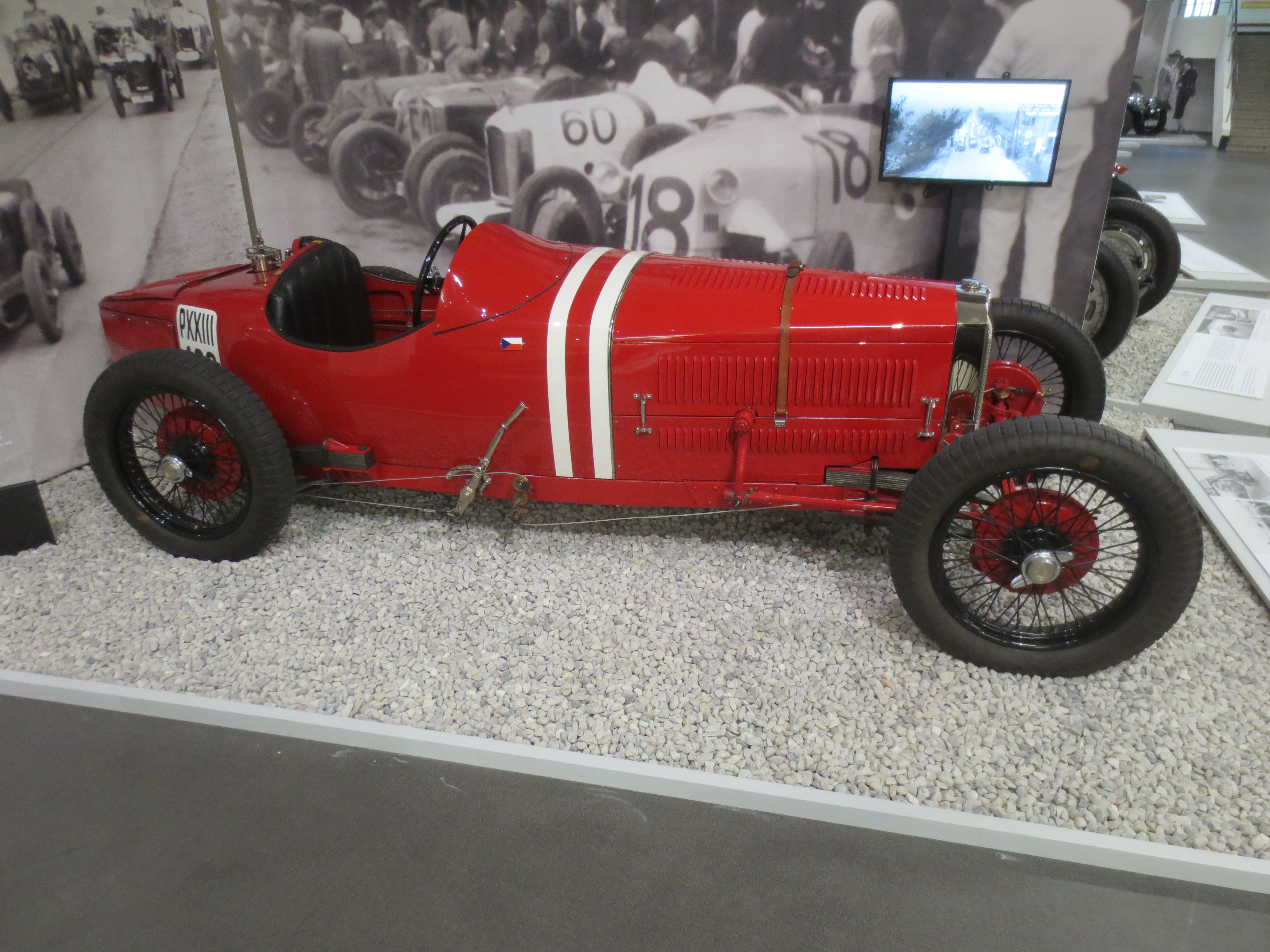
Zbrojovka Z-S30 (1930), na výstavě Vavříny s vůní benzínu v Národním technickém muzeu v Praze (2021)

Po neúspěchu na Velké ceně národů na Nürburgringu a i po tragické nehodě Bedřicha Soffera Zbrojovka celý projekt Z 6V/Z 2 a Z 4V zastavila. Zbrojovka vyrobené prototypy prodala soukromým jezdcům. Karel Divíšek 22. září 1929 na své modré Z 4V zvítězil v kategorii závodních automobilů do 1100 cm³ v závodě do vrchu Ecce Homo a současně vytvořil traťový rekord pro tuto kategorii. Divíšek byl v podstatě iniciátorem vzniku (v roce 1930) následných závodních automobilů Zbrojovky s motory ing. Vladimíra Součka M8 (Z-S30) a  M15 (Z13 resp. Z 14).
Z 6V bez motoru byl prodán Antonínu Beránkovi, který do něj postupně namontoval šest různých motorů a závodil s ním na okruzích a závodech do vrchu, ovšem bez větších úspěchů. Postupně se vůz opět přestavěl na BZV6 a byl vybaven mj. motorem Vauxhall K14. Jeho největším úspěchem s vestavěným motorem Bugatti bylo druhé místo ve třídě do 1500 ccm, resp. šesté místo v kategorii závodních vozů (celkově 19.) na závodě do vrchu Ecce Homo 1936. E. Laufka s tímto strojem 5. září 1937 obsadil 2. místo v závodních automobilech na 17. ročníku Ecce Homo ve Šternberku za Florianem Schmidtem na Bugatti T51A, ale před Brunem Sojkou (Bugatti T37A).